# モーゼ・ビアンキ
モーゼ・ビアンキ（Mosé Bianchi、1840年10月13日 - 1904年3月15日）は、19 - 20世紀のイタリアの画家である。

## 略歴
モンツァに生まれた。父親は美術教師で、弟のジェラルド・ビアンキ(Gerardo Bianchi:1845–1922)も画家になった。
家族はミラノに移り、モーゼは1856年にミラノのブレラ美術アカデミーに入学し、1859年に第二次イタリア独立戦争に参加するために学業を中断したが、アカデミーでは校長のジュゼッペ・ベルティーニらに学んだ。この頃は歴史画や宗教画を描いた。
1867年に奨学金の得られる展覧会で入選し、ヴェネツィアとパリに留学した。パリではエルネスト・メソニエやマリアノ・フォルトゥーニのようなロマン主義の画家に影響を受けた。1869年にミラノにスタジオを開き、主に風俗画や肖像画を描くようになった。1871年のブレラ美術アカデミーの展覧会で高い評価を得て、ミラノの上流階級の人々から多くの肖像画の注文を得るようになった。
1870年代後半から公共施設の壁画を描くようになり、晩年はしばしばヴェネツィアやキオッジャに滞在し、作品を描いた。1890年にトリノの美術学校の教授になり、1898年にヴェローナの美術学校の校長になった。1899年に病を得て、故郷のモンツァに移り、1904年に死去した。

## 作品

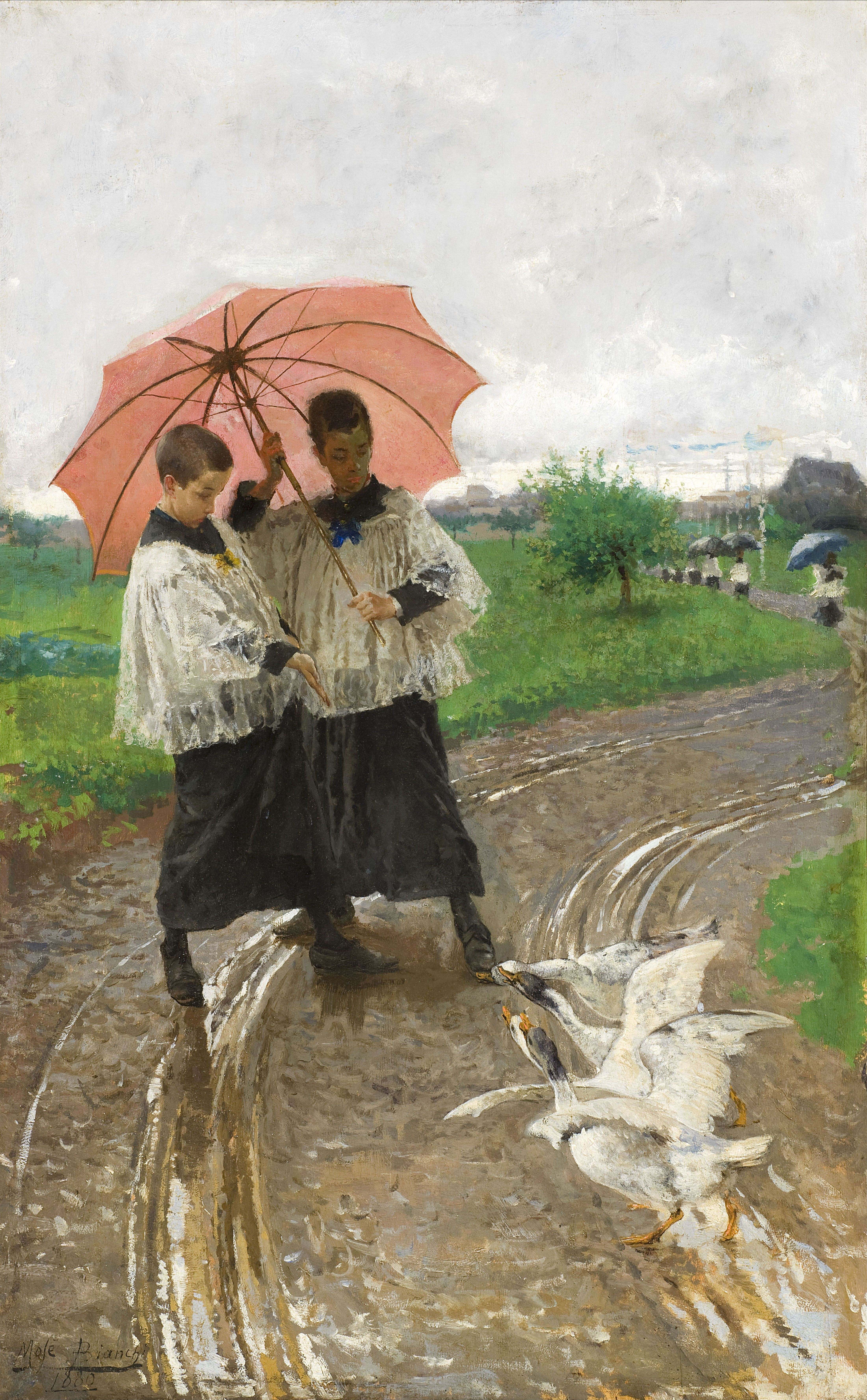
祭りからの帰り(1880)
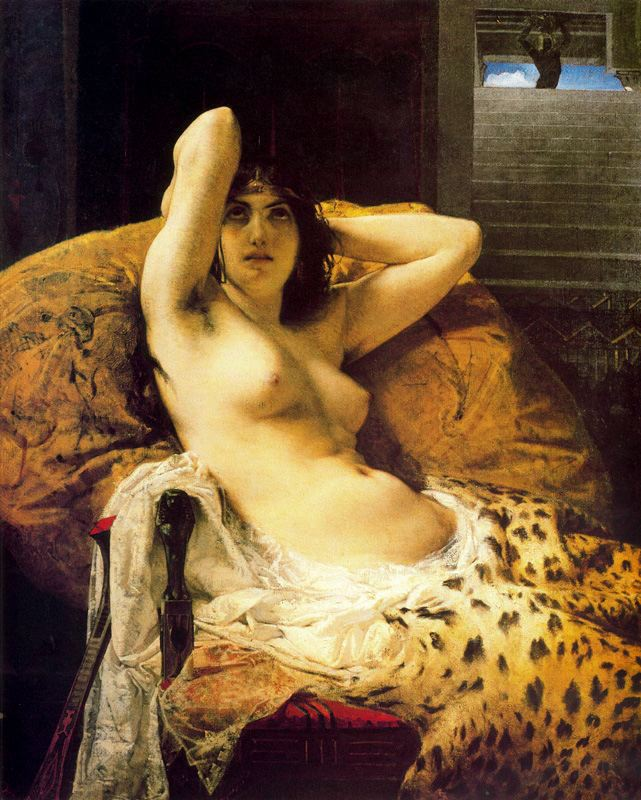
クレオパトラ (c.1890)
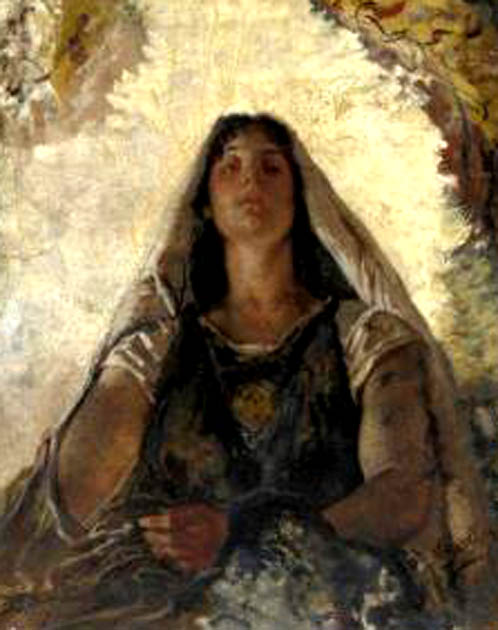
La Historia (c.1890)
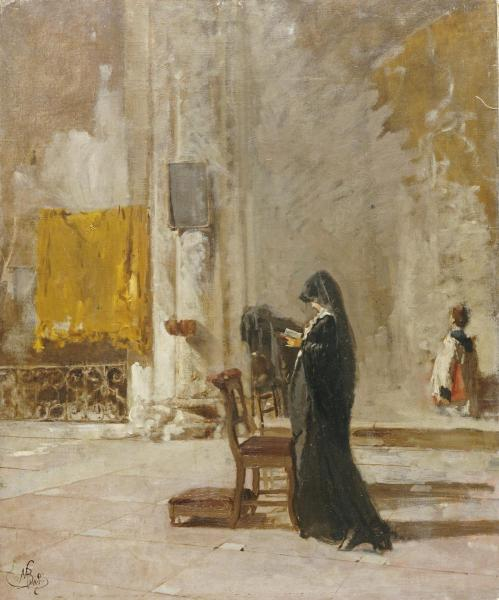
祈る女性　(c.1890)
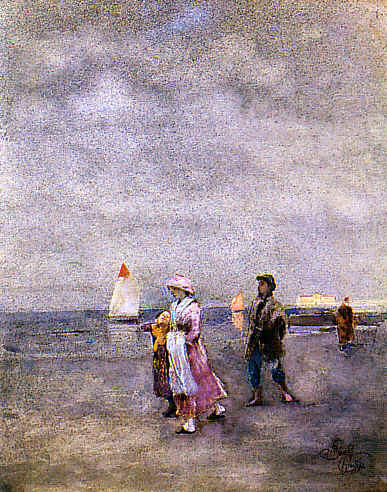
(1895)
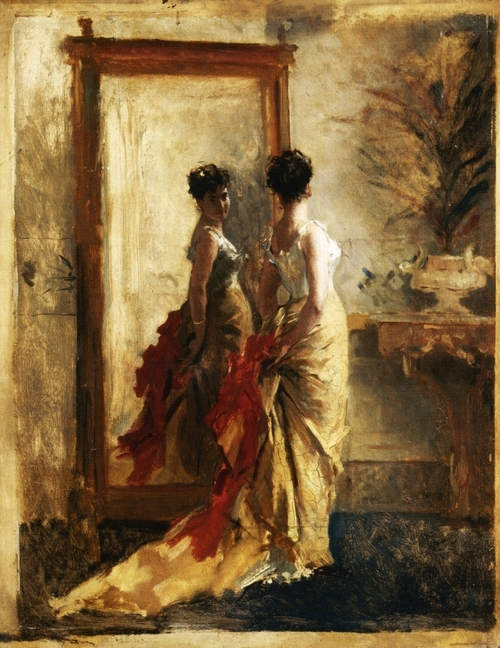
鏡の前で (c.1900)
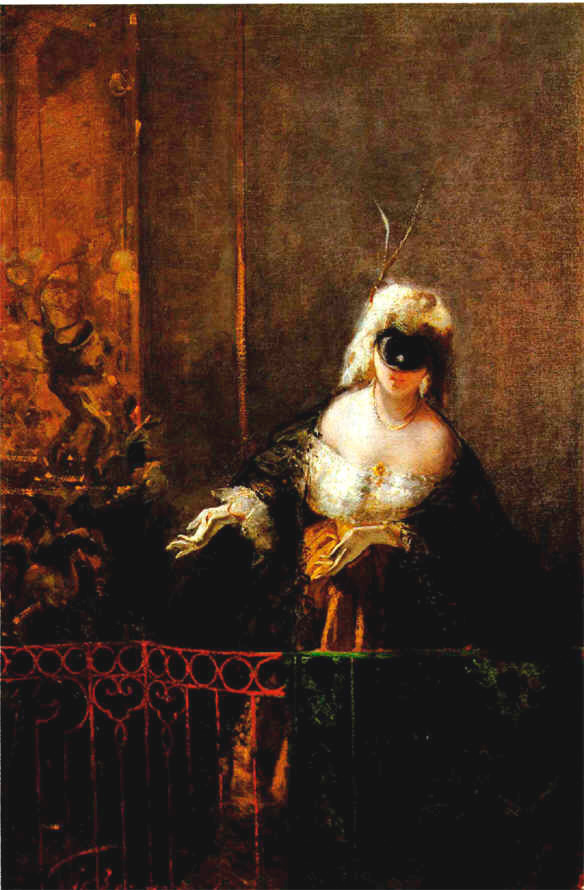
ヴェネツィアのカーニバル(c.1900)
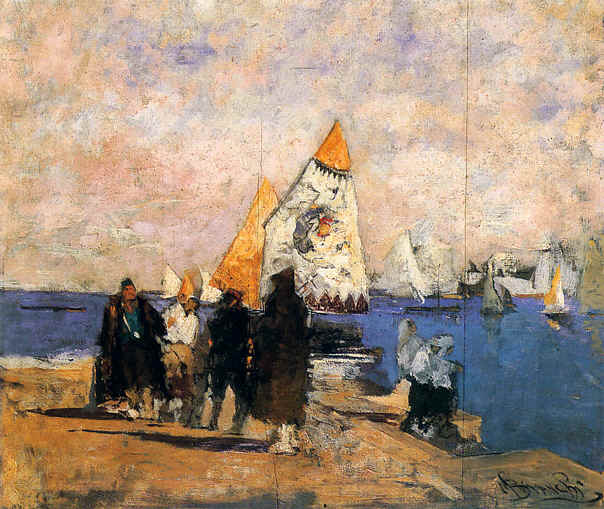
キオッジャの岸壁で (c.1900)